# Calle Schultz
La calle Schultz es una vía pública de la ciudad española de Oviedo.

## Descripción

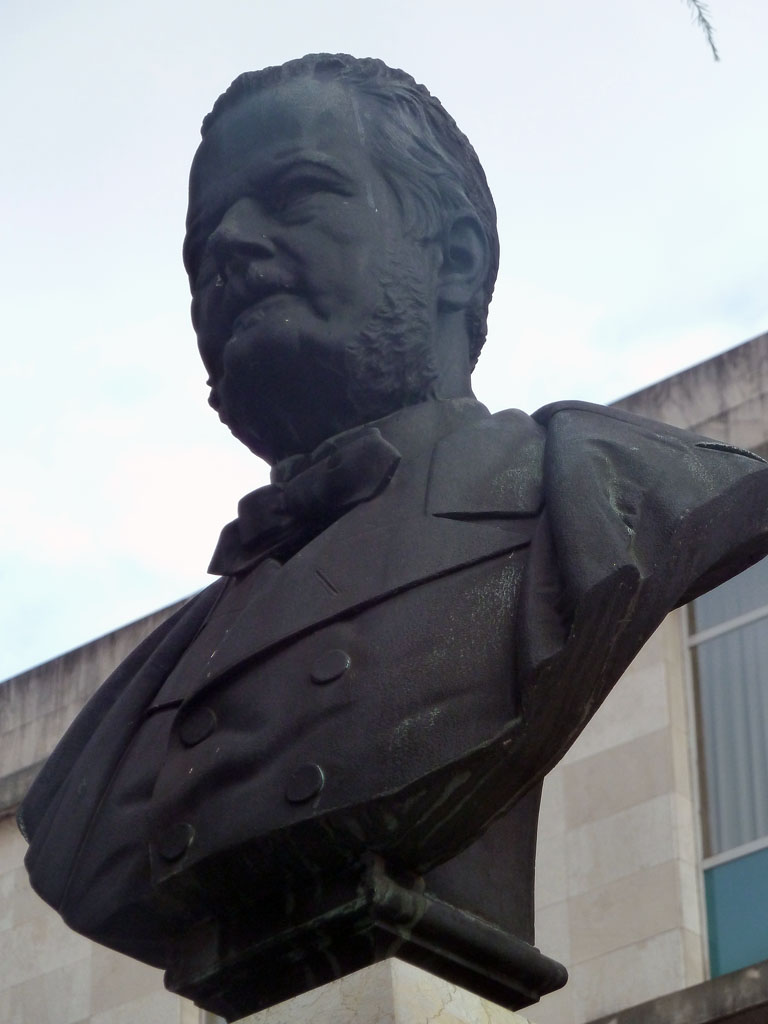
Estatua de Oviedo dedicada a Guillermo Schulz y Schweizer, ingeniero de minas que da nombre a la calle

La vía, que discurre desde la plaza Porlier hasta la calle del Águila, pasa junto a la plaza de Juan XXIII y cruza con San Juan y Sanz y Fores. Habiéndose conocido en otras épocas como «calleja de San Juan», se le otorgó en 1887 el título actual, que recuerda al ingeniero de minas alemán Guillermo Schulz y Schweizer (1805-1877), que vivió en Asturias y llegaría a ser director de la Comisión para la Carta Geológica de Madrid y General del Reino. Aparece descrita en El libro de Oviedo (1887) de Fermín Canella y Secades con las siguientes palabras:

Schulz.—Antes calleja de San Juan. Allí estaba la antigua iglesia parroquial de San Juan, cuya primitiva construcción ó altar fué donado á la Iglesia Catedral por Alfonso el Magno. El templo era el inmediato ó de servicio al hospital creado por Alfonso VI y tenia bajo moderno pórtico derribado en 1869, bella portada bizantina, de comienzos del siglo XII, adornada con molduras de agedrez, graciosos y variados capiteles y tres columnas por cada lado, que sostenían los decrescentes arquivoltos, bajo talladas ménsulas. Coetáneos de esa portada eran los fustes con capiteles arrimados á los machones del arco toral, por más que toda la iglesia había sido reformada posteriormente cual lo indicaban el ábside, las capillas interiores, dedicadas á populares cofradías, y un arco ojivo tapiado, cerca de la puerta, que parecía una sepultura del siglo XIV. No quedaba allí vestigio seguro del altar eregido por el obispo D. Pelayo, ni de antiguo sepulcro, donde sin fundamento alguno, no faltó quien dijera que se habían trasladado los restos del rey silo y su mujer Adosinda; pero sí había en tierra un panteón de la familia de Ordóñez. Declarada en estado ruinoso, la iglesia se demolió en 1882, numerándose las piezas de la artística entrada, que recogió la Comisión provincial de Monumentos y depositó, á disposición del prelado, en los almacenes municipales; y ensanchándose aquel recinto con destrucción de parte del hospital contiguo, quedó allí espaciosa calle que, por acuerdo municipal de 1887, lleva el nombre del sabio Ingeniero de minas, asturiano adoptivo, D. Guillermo Schulz, en recuerdo de gratitud al autor de los notables mapas topográfico y geológico de la provincia y de otras obras, trabajos y proyectos que aseguraron el renacimiento industrial de la provincia.—Ent.: San Juan.—Conc.: Lorenzana.
(Canella y Secades, 1887, pp. 121-122)